# 同性戀

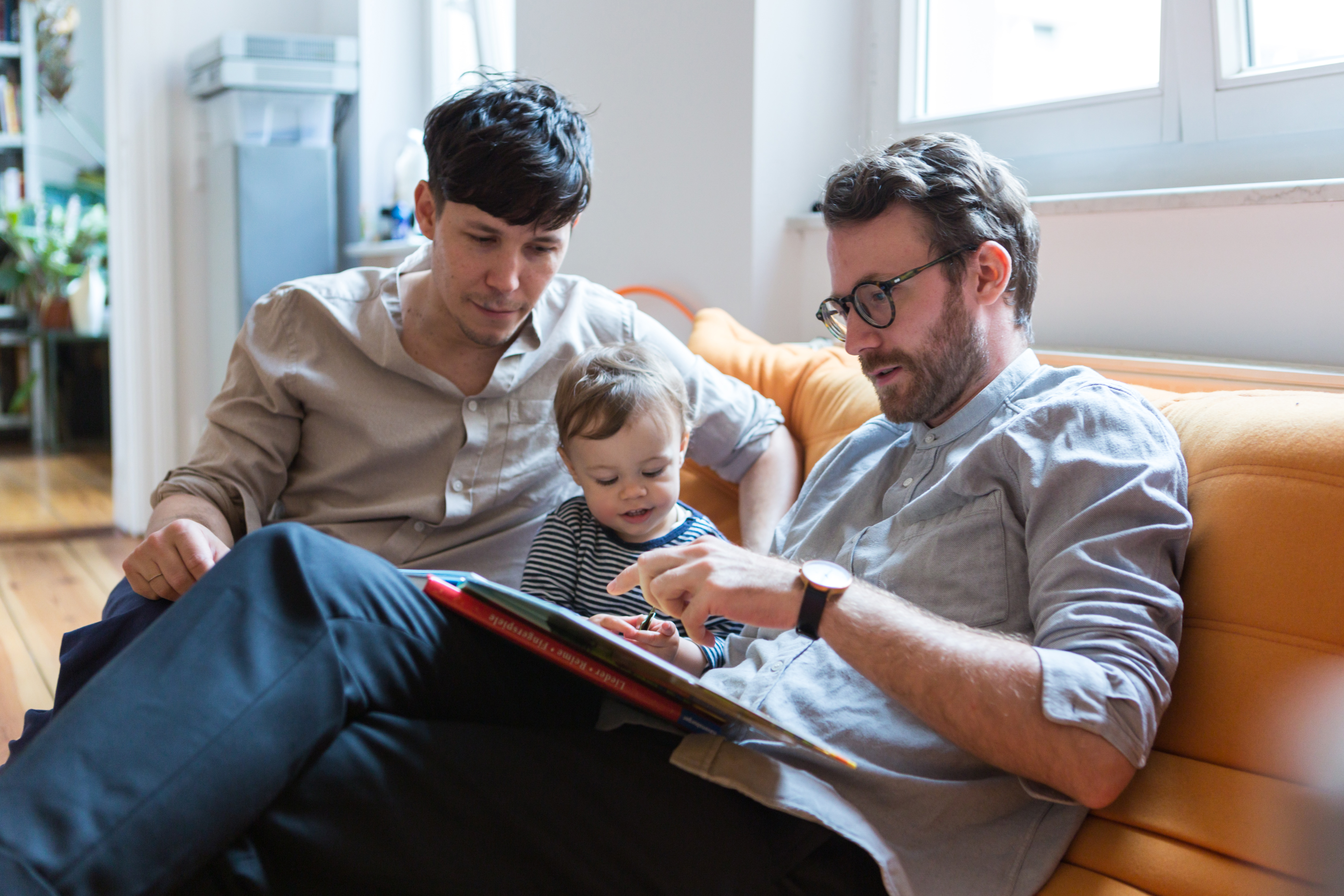

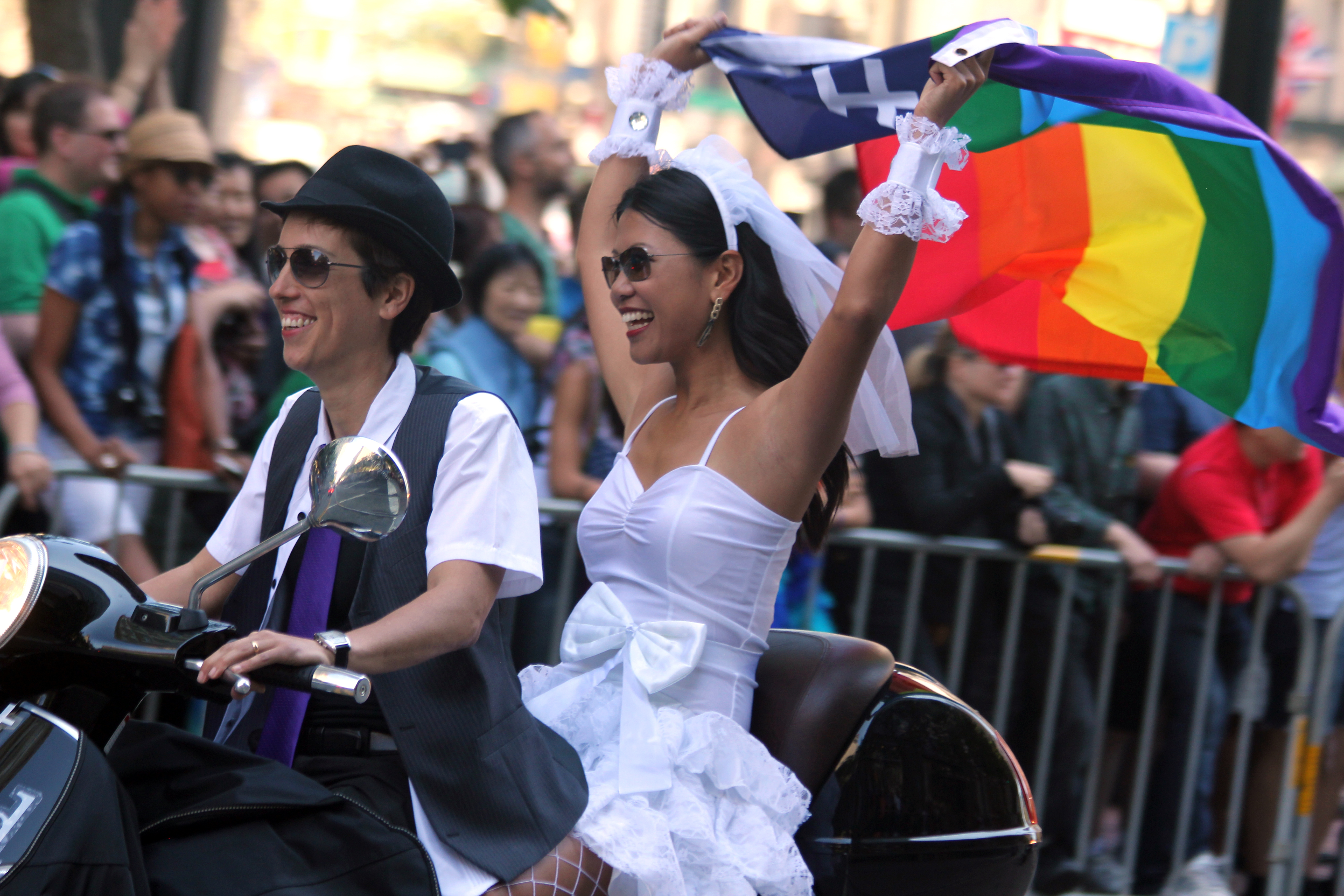

同性戀，亦稱為同性向 、同性愛 ，是指相同生理性别或社会性别之间的浪漫吸引、性吸引或性行为。作為一種性傾向，同性戀是唯獨以同一生理性別或社會性別者為對象的「情感吸引、浪漫吸引和/或性吸引的一種持續性規律」。同性戀也指基於相關的吸引力、行為以及社群的一種身份認同。同性戀連同雙性戀和異性戀共同構成了性傾向連續光譜中的三區帶。科學上認為性傾向並不是一種選擇。自然界中也廣泛紀錄到了人類以外的許多物種存在同性性行為。
目前科學界對於性傾向形成的具體因素尚未達成共識。儘管如此，科學家普遍傾向基於生物學的性傾向理論；目前支持生物及非社會成因的證據遠多於社會成因的證據，其中男性尤為如此。已有生物學研究論文指出，性傾向的形成可能涉及基因或子宮環境等生物性因素，推測性傾向是由生物因子（基因、激素）和非社會性的環境因子之間複雜的相互作用所促成。科學證據不支持能由社會性手段教導或習得某種性傾向的說法。
科學研究已證實同性戀是人類性慾的自然展現型式之一，同性戀此性傾向與異性戀、雙性戀相同，其本身不造成任何心理傷害。性傾向可能會在一生中發生某種程度的變化，或未必有固定的身份認同；不過，多數人對自己的性傾向沒有或有極少的選擇意識，並且沒有充足可靠的科學證據支持能用心理學手段干預性傾向。
對同性戀者常用的稱呼為同志，男性為男同志（Gay），女性為女同志（Lesbian）。不少同志處於互相承諾或同居的親密關係，有些也共同育養子女，但直到最近一些國家才展開針對同性親密同居的戶口調查，同志家戶的生活境況也開始獲得矚目。在人類歷史上，同性間的親密關係與性行為受過推崇和迫害，而從十九世紀末開始，爭取同志社群能見度、同性親密關係社會承認和相關法律權利的全球性社會運動興起，要求保障同志在婚姻或民事結合、生育撫養、工作就業、從軍入伍、醫療照護上獲得平等對待的權利，並且推動立法或行政措施，制止性別歧视或對性傾向的仇恨言論和霸凌行為。

## 語源與稱呼

### 語源

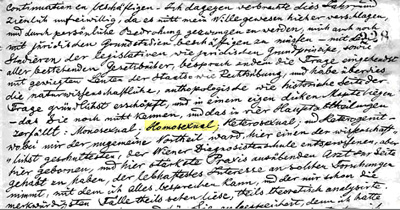
1868年匈牙利作家卡爾·馬利亞·科本尼，在私人通信首次使用Monosexual, Homosexual的字眼

同性戀又稱同性愛，詞源來自翻譯homosexuality而來的日文漢字詞「同性愛」（どうせいあい），中文意指為同性戀愛，同性之間的愛情。其外文語源homosexual為homo（來自古希臘語ὁμός homós，表示「相同的」）和sexual（來自拉丁語sexus，表示「性」）的合成詞，意指對同性別的人感受到性吸引力。
歷史上最早使用該詞的出版刊物，為匈牙利作家卡爾·馬利亞·科本尼於1869年匿名印製的德語小冊子。19世紀末，普魯士政府頒佈刑法草案，要判處發生男男性行爲的人一到四年監禁，科本尼反對該法，撰文主張雙方私下合意的成年人性行為不該受罰。他首次創出homosexual一詞替代當時帶貶義的pederast，並以歷史上的英雄人物為例，指出許多男同性戀者不必然性格柔弱反而充滿男子氣概。科本尼的抵抗未能成功，但這個單詞被德國精神醫學家理查·馮·克拉夫·埃賓和其他醫生接受，連同heterosexual成為醫學診斷術語。
很多現代英文修辭指南要求盡可能避開homosexual單詞的使用，或只用在醫學和生物學的文章，因為該詞帶有醫療診斷的過時意涵，用來稱呼人可能有負面意味。歐美同性戀者也很少使用homosexual這個詞來稱呼自己以及同性之間的性行為。

### 現代用語

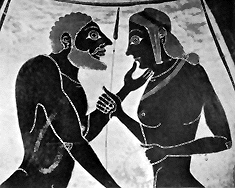
古希臘人表達男性間的愛，同性間的愛情在古希臘人間被廣泛接受

現代中文常見用「同志」來稱呼同性戀者。這個詞出現在1970年代香港同志文化之中，為影評人邁克所用。1989年，香港導演林奕華籌辦首屆香港同志電影節，以「革命尚未成功，同志仍須努力」之意鼓勵同性戀者參與，讓同志文化與大眾文化連結。這裡的同志取「相同志向」的意思，指愛戀對象是同一種性別的人。1991年為金馬國際影展同志專題沿用，而後開始在臺灣流行起來，並流傳至其它華人地區。從此之後，同志不只是同性戀者而是一種身份認同，是一種對同性愛好者的集體號召。同志一詞狹義而言指同性戀者，但有時也擴大為LGBT（女同性戀、男同性戀、雙性戀、跨性別）等非異性戀；對同志友善，願意支持同志權利的異性戀者則為友同人士或直同志（Straight ally）。
其它稱呼尚有TXL（通訊錄）。MOTSS（Member of the Same Sex），該縮語來自1970年代美國的人口調查表格，80年代用於Usenet作為同志新聞群組的名稱，90年代成為台灣和中國大陆同志社群BBS看板名和論壇名。由於社會偏見，產生了對同性戀者的貶稱，例如faggot、dyke、queer，兔子、基佬等，都被用來或曾被用來貶損同性戀者。這些貶稱，有些可能被重新挪用，而成為具有正面意義的稱呼，例如queer本是英文單詞的怪異之意，但反而被英美同性戀者重新挪用，最終成為學術研究和電視節目用語，例如酷兒理論（Queer Theory）、同志亦凡人（Queer as Folk）、酷男的異想世界（Queer Eye for the Straight Guy）。但由於仍帶貶損意味或有激進顛覆的政治性格等原因，不是所有同志都接受這稱呼。

#### 男同性戀

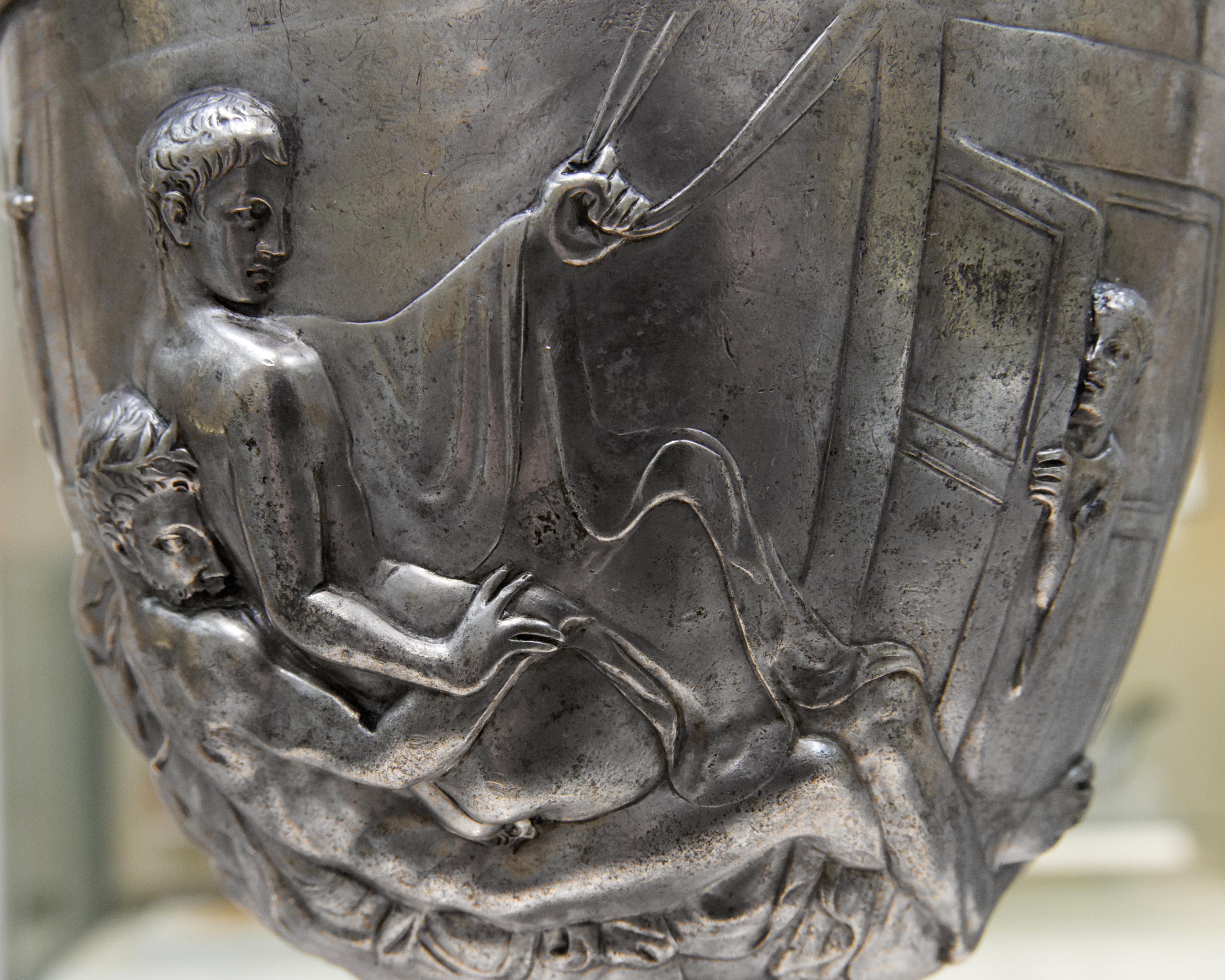
沃倫杯雕有古羅馬男人與年輕男子的性交圖，杯子在耶路撒冷附近發現

現代英文對男同性戀的稱呼為gay，有時也用來通稱男女同性戀。英文單字gay本意指快樂、輕快、爽朗、鮮艷，之後這詞彙開始有尋歡作樂、放蕩狂歡的意思，19世紀，妓女被戲稱為gay women，那些遊手好閒的花花公子稱為gay。20世纪初，美國部分同性戀者用gay這個詞作為自身代稱，替代當時有醫療診斷含意的詞彙homosexual。到60、70年代，美國同性戀群體強烈要求各媒體報導涉及同性戀消息時用gay取代homosexual，之後這用法慢慢被媒體接受，但也要到1989年，美國主流媒體《紐約時報》才用「gay」這個詞指稱同性戀者。港澳粵語吸收英文單詞「gay」後衍生出「基」、「基佬」的說法，「基佬」通常有貶意，但逐漸轉為中性詞。中国大陆则根据“gay”和“基佬”，衍生出“给”、“给佬”的说法，主要流行于新浪微博等年轻人聚集的网络平台。李安電影《斷背山》奪得奧斯卡金像獎後，「斷背」一詞亦成為暗指兩個男人相愛的別稱。
由於隱密溝通與社交認同的需要，男同志發展出一套社群用語，像是指稱性愛角色的1號（攻/Top，插入者）、0號（受/Bottom，被插入者）、0.5號（Both/Versatile，插入或被插入都可）；指稱交往關係的葛格（哥，偏主動照顧）、底迪（弟，偏被動受照顧），但哥/弟可能會依不同脈絡事件互換或不加區分；形容體型打扮的熊（Bear，體態魁武飽滿，蓄鬍打扮多毛者）、猴（近Twink (男同性恋俚语)，體態精瘦，不蓄鬍少毛者）、狼（Wolf，精實黝黑，滿臉鬍渣有男人味者）等等。隨著時間流逝或地域差異等因素，這些用語有可能捨棄不用、意義產生轉變、或為其它詞彙所取代。

#### 女同性戀

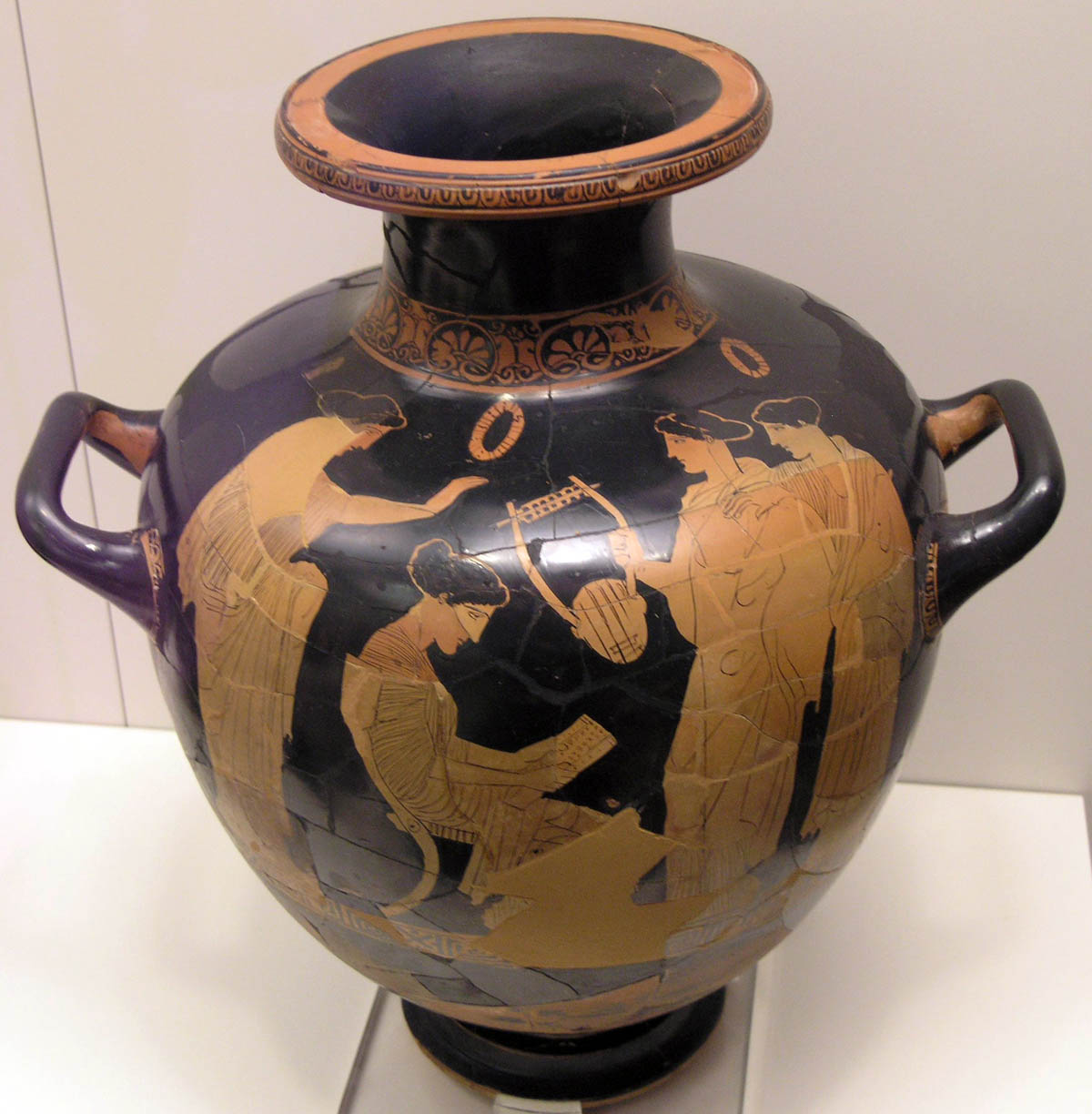
古希臘陶器上繪有女詩人莎芙向三名女伴朗讀其詩作

女同性戀在現代英文多以lesbian來稱呼，該詞源自一座古希臘小島的島嶼名——列斯伏斯（Lesbos，希臘語為Λέσβος Lesvos）。這座島位於爱琴海中、土耳其西北部沿岸附近，多石山，是愛奧尼亞人一个重要居住地，該座島以身為女同性恋抒情诗人莎孚（公元前625~570年）的居住地而聞名，她創作了許多女人間愛情的詩作，明白表達出她對女性的愛意。
Lesbian原本是指島上的居民或屬於列斯伏斯島的事物，但到了19世紀醫學界開始用lesbian指稱像莎孚那樣女性對女性的愛慕情欲，在20世紀末，歐美女同志社會運動社群，主張以lesbian來自稱，以區隔當時僅關注到白人中產階級男同性戀的gay一詞。在華人地區，lesbian直譯為蕾絲邊/蕾絲，或者被簡稱為拉子（Les）或拉拉。略稱的用法最早是在臺灣女同性戀作家邱妙津《鱷魚手記》（1994）一書出現，後來成為女同性戀社群普遍指稱自己的術語之一。
在女同志社群中，「T」（踢）或「頂」指特質傾向於陽剛，或外貌喜歡作男性化/中性化裝扮者（T取自英文Tomboy字首，但「Tomboy」的本義並沒有同性戀的意思）；「P」（婆）或「底」指裝扮、行為、氣質陰柔的女同志，台灣女同志文化中的頂/底或T/婆之分，相當於西方的Butch／Femme。「底」這個詞在最早是相對於頂而來，指「氣場上在頂之底下」，但近年來，底的主體性已經逐漸浮現，用以泛指氣質較陰柔者。裝扮行為氣質難以被界定者會稱自己為不分。。

### 古代用語

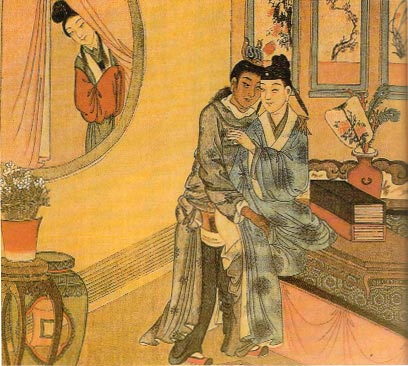
中國清朝時期的畫作，一名女子正在偷窺一對男性情人

中國歷史上，曾出現下列指稱男子之間，發生情愛或情關係的詞彙：
- 「斷袖」：漢哀帝與董賢共寢，董賢壓住了皇帝的袖子，皇帝不忍驚醒他，斷袖而起[77]。
- 「龍陽」：龍陽君寵幸於魏王，得為王拂枕席，泣魚而固寵[78]。
- 「分桃」（「餘桃」）：彌子瑕得衛靈公寵愛，曾分桃而食。後來彌子瑕色衰愛弛，衛君反以「餘桃」之事責難他[79]。

其他尚有「男風」、「男色」、「兄弟」、「契兄弟」、「左風」、「翰林風」等詞，並且以「男寵」、「外寵」、「孌童」、「嬖童」、「俊僕」、「小官」、「小唱」、「相公」等詞稱呼賣男色者或受寵愛者。這些詞未必都用來指涉男男之情，像是男色可指女性近男色，俊僕可僅指僕役外貌俊秀而不涉有性關係，小官、小唱、相公僅在某段時期或特定場合涉及男色，有時得分析上下文才能確切判斷這些詞彙的含意:10-19。
至於涉及女子之間，情愛或情欲關係的詞彙，則有「對食」、「行客」、「結客」、「金蘭」、「契相知」。

## 性傾向與身分認同

男同性恋标志

### 性傾向的形成
到目前為止，科學家對於一個人形成異性戀、雙性戀或同性戀的具體原因還沒有達成共識。儘管許多研究考察過可能會影響性傾向的因素，例如遺傳、激素、成長經驗、社會與文化，但尚無研究能夠明確證實性傾向是由某個特定因素或多種因素所引致的。
儘管如此，多數科學家認為性傾向的形成，可能是由於生物因子（基因、激素）和孕後環境因子間複雜的交互作用促成。他們指出，大多數人的性傾向在童年就已经形成。現有證據表明，絕大多數擁有女同性戀和男同性戀傾向的成年人，是由異性戀父母養育的。女同性戀和男同性戀父母撫養的孩子絕大多數会成为異性戀。
最近數十年來，大量證據顯示了生物性因素對於性傾向形成有重大影響，同卵雙胞胎性傾向一致性，以及同家族譜系間特定性傾向的集群，支持了生物學的解釋。科學家正在尋找與性傾向有關的基因，雙生子研究为性傾向的遺傳基礎提供實質證據，特別是男同性戀。位於X染色體的Xq28以及8號染色體的8q12被認為最有可能是包含與男同性戀有關的基因區段。性傾向可能是一種多基因（polygenic）遺傳特徵，並且基因對於性傾向的形成可能只扮演部分角色。有些科學家主張子宮環境影響胎兒的表觀遺傳（epigenetics）進而調控性傾向的形成，有些研究認為能以此預測性傾向，但有專家對其預測的準確性表達懷疑，指其樣本數量過小。
另外一些證據指出激素與性傾向形成有關，一種說法是出生前的睪固酮濃度影響胎兒腦部結構，在子宮時編譯好特定的性傾向、性別認同以及相關的行為、認知和性格特質。許多科學家分別考慮了出生順序、慣用手、頭髮漩渦、陰莖長短、身高體重關係，無名指/食指長度比例等因素，來研究激素與性傾向的關聯，Blanchard的研究發現“每多有一个哥哥，該名男子被另外一名男子吸引的可能性就大一些”，研究者認為這可能與母體懷多次男胎產生的免疫反應有關，Blanchard也發現發生該現象的男性多數都是右撇子。
其他的研究指出生理學和性傾向的相關性。在神經內分泌學與神經解剖學方面，西蒙·列维的研究報告男女同性戀與男女異性戀間有若干腦神經核型態（INAH3）差異存在，但該研究遭到樣本量不足以及選擇偏誤的批評，尚未得到進一步的廣泛驗證。另一份研究指出性信息素反應的差異，男性同性戀者和女性異性戀者的腦部會對雄二烯酮有性反應，女性同性戀者和男性異性戀者的腦部則對雌四烯醇有性反應。

### 性傾向身分

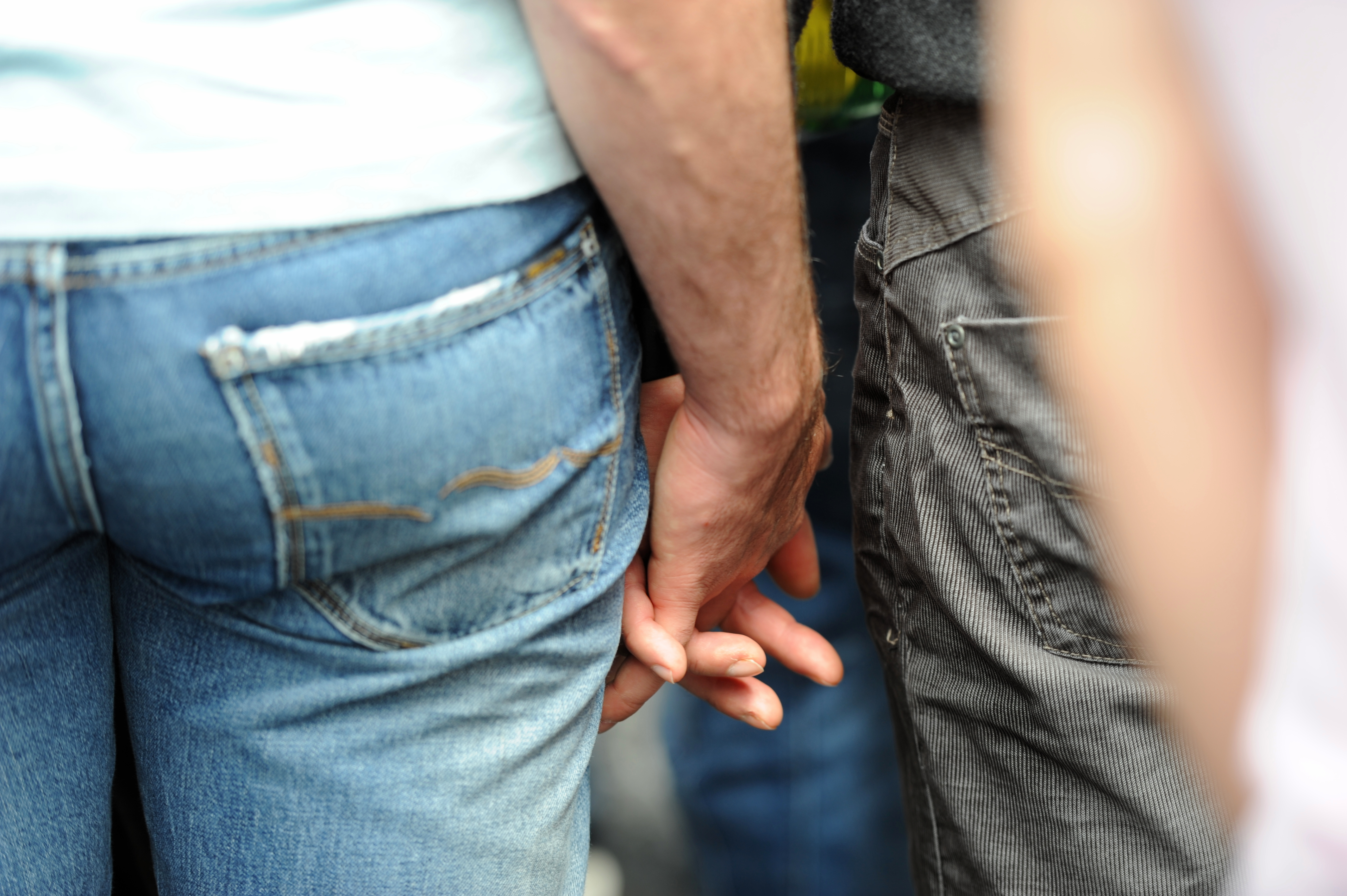
2011年巴黎同志大遊行，一对正在牵手的男同志伴侶

就科學研究和專業人員的瞭解，性傾向通常在童年中期至青春期初期感受到。這些情感、愛情及性吸引，可能在毫無性經驗的情況下產生。不同的人在性傾向上的體驗也會很不同，有人很早就確定了自己的性傾向，但也有些人在與同性或異性伴侶發生過性行為之後，才真的明確了自己的性傾向。根據克萊因性傾向方格，探索自我性傾向，可由情欲吸引、性行為、性幻想、情感偏好、社交偏好、生活形態偏好、自我認同等向度著手。以上這些向度並非都要符合，不同人可能有不同的方式界定自己的性傾向，但只有本人自己透過自己對性吸引的感覺和感情慾望，才能做出判斷。
心理學及性別研究對於性特質（sexuality）之多面向與多樣性的理解，已為當代精神醫學採納，性傾向是內在先天的特質，性行為和性身份（sexual identity）較偏向是在發展過程中自由意志的選擇。因此，性行為與性傾向不必然有關，與同性發生過性行為，情感偏好不一定是同性；與異性發生性行為，性幻想對象也不一定是異性。例如，监狱或其它性别隔离环境中，可能致使异性恋男性和同性發生境遇性性行为，虽然他们回到外面的环境仍偏好异性。有些男性性工作者比如妓男或者男男色情演员亦可能是從事男男性交易來營生的异性恋男性。偏見和歧視令許多人難以接受自己的性傾向，所以認同自己的性傾向身份可能是一個緩慢的過程。
主張社會建構論或酷兒理論的學者，批判或不理會性傾向的生物性成因，而是研究同性戀的社會身份如何成為社會控制的機制，或者壓制了多重身份展現的可能性。建構論主張，由於「同性戀」與「異性戀」的分類存在，人們不由自主地將自己「對號入座」；如果沒有這番標籤，只將性行為當作一種性表達就不會有「正常」與否的分野。該觀點的始祖法國哲學家米歇爾·傅柯，指出「同性戀」和「同性戀者」等名稱的產生，使一群「與同性發生性關係的人」正式被視為一個具有某些特徵的社群。利用這些特徵，人們可以清楚地將同性戀者與其他人分辨開，必要時可以將他們隔離起來。傅柯認為同性戀身份的社會建構，造成了對同性戀的壓制，但對它的解构可以成為前進的武器和工具。對此，Joshua Gamsom提出了批評。他說：「解構身分類別，模糊群體邊界。」而當同性戀者群體邊界變得模糊時，同性戀者這一族群就沒有固定、堅實的身分和範圍。「沒有一個堅實的群體身分，就無法提出任何要求......它就難以完成任何集體行動」。

### 出櫃與人口數
出櫃源自於英文「Coming out (of the closet)」，指承認、接受和欣賞自身的性傾向或性別認同，並將之與他人分享的歷程。與之相對的，隱瞞而不願表達，稱之為「躲在衣櫃」或未出櫃（Closeted）。一般而言，出櫃可分為三個階段：第一階段是認識自我，願意對自己坦承，第二階段是向他人出櫃，將同志身份告知親友同事，第三階段是公開生活，將同志身份自由公開地融入生活之中。。近年來，美國人口普查呈現同性伴侶增多的現象，似乎反映了同性戀者被社會接納認可程度的巨大變化，越來越多同性戀者願意公開性傾向或公開與同性伴侶的關係。
LGBT人口最早的大規模研究，首推阿爾弗雷德·金賽。他的性學報告採用金賽量表來測量性傾向的傾向程度，其研究發現美國近46%的男性在成人生活中，對男女都有性反應，帶有至少某種程度的雙性戀傾向，37%的男性曾發生同性性接觸並達到快感，他們在报告中指出：「由於成年人后的一生中只有50%的人是绝对異性性行为者，只有4%是绝对同性性行为者，因此人口中就有46%（近一半）的人既有異性性行为，又有同性性行为。」。不過而其統計結果由於是採用方便抽樣，而非機率抽樣，所以遭到像約翰·圖基般的統計學家的批評。在20世紀70年代時，第二任金賽研究所的主任保羅·格布哈特移除一些被指偏頗的嫌疑數據後重新計算，試圖證明金賽的研究是真实的，並發現原來和更新的數字之間只有細微的差別。神經科學家西蒙·萊維引用以上結果去解釋人口統計需要謹慎的原因——儘管採用了合理的科學方法，但所採用的處理標準仍會大大影響最終結果。一些同性戀權益組織認為，按照世界公認數據，同性戀人口亦占人口總數的4%~6%的比例，美國同志平權組織National LGBTQ Task Force則估算LGBT人口為5–10%。
關於同性戀或雙性戀群體所占的人口比例，受限於同性戀的操作定义和不願揭露其同志身份的緣故，不同的統計調查會有不同的結果。研究者區別了三種不同的定義概念，性行为、性吸引力和性身份認同，這三者并不一定是一致的，並且會影響調查出來的人口比例。根據一份1995年的研究，在美國、英國和法國，完全只從事同性性行為的人只佔約1%，但若定義放寬到「對同性有過性行為或者性吸引力的人（不排除對異性也有的情況）」，則比例會擴增至近20%左右。相較於性吸引力或性行為，性身份認同測量到的人群比較少。1994年一份全美國的性行為研究指出，美國僅有2.41％的男性與1.32％的女性同時符合慾望、行為與認同三項同性戀測量指標。在一份2006年的研究，20%的人報告對同性有同性戀情感，然而只有2–3%認同自己是同性戀者。根據UCLA威廉姆斯研究所2011年的資料，美國3.5%人口自我認同為同性戀者或雙性戀者，8.2%表示有過同性性接觸，11%承認某種程度對同性感受到性吸引力。
目前幾乎沒有針對同性戀者展開的人口普查數據，只有研究報告或抽樣調查供作參考。這些數據有可能因為調查方法和LGBT不願揭露身份的緣故而低估實際人口數，當社會愈來愈趨向平等，這些數據的真實性就有可能提高。各種「男同性戀、女同性戀或雙性戀」人口數據，如下：
- 1991年，芝加哥大學國家民意調查中心（英语：NORC at the University of Chicago）執行的一般社會調查（英语：General Social Survey），報告過去一年內，3.2%男性有過男性性伴侶，過去五年內，4.1%男性有過男性性伴侶，自18歲起，5.1%的男性有過男性性伴侶。三者含括起來，共有3.9%為同性或雙性戀者[153]。
- 1992年，由Laumann主持的National Health and Social Life Survey利用隨機樣本抽出美國三千多人調查，報告過去一年內，2.7%男性有過男性性伴侶，1.3%女性有過女性性伴侶，自18歲起，4.9%男性有過男性性伴侶，4.1%女性有過女性性伴侶。自我認同為同性戀（2%）或雙性戀（0.8%）男性佔2.8%，自我認同為同性戀（0.9%）或雙性戀（0.5%）女性佔1.4%。該研究還發現認同自身為同性戀或雙性戀的男女，通常有良好的教育背景，屬於中等或高等社會階層，集中在城市地區，例如美國最大12個城市，9%男性和3%女性受訪者自我認同為同性戀或雙性戀[145][154]。
- 1995年，Sell等人以美國、英國、法國以16-50歲的人做為母體，發現過去五年內，美國6.2%男性/3.6%女性、英國4.5%男性/2.1%女性、法國10.7%男性/3.3%女性，跟同性發生過性行為。自15歲起，有同性性行為或同性性吸引的比例，美國20.8%男性/17.8%女性、英國16.3%男性/18.6%女性、法國18.5%男性/18.5%女性[145]。
- 1998年，Christopher Bagley和Pierre Tremblay，對加拿大卡加利市18-27歲男性進行分層抽樣調查，研究表示15.3%的男性“報告說有一定程度的同性戀”，其中14%和同性有過性接觸，11.1%自我認同為同性戀（佔5.9%）或雙性戀（佔6.1%），9.2%在過去半年內有過一段同性交往關係（4.3%只限同性，4.9%不限同性）[155]。
- 2006-2008年，美國疾病控制與預防中心執行National Survey of Family Growth，依機率抽樣13495個15-44歲的樣本，報告5.2%的男性，12.5%的女性曾有過同性性行為。自我認同為同性戀（1.8%）或雙性戀（2.3%）的男性佔4.1%，自我認同為同性戀（1.3%）或雙性戀（2.8%）的女性佔4.1%[145]。
- 2008年，衛報的Sex uncovered民調，表示6%的英國人認為自己是同性戀或雙性戀，13%的人有和同性別性接觸的經驗[156]。2013年，經濟學人報導，英國國家統計局2013年發起的調查中，1.7%的受訪者自認為是男女同性戀或雙性戀。英國同志平權組織Stonewall，根據英國貿易和工業部2005年的統計數據，估算5-7%的人口為男同性戀者、女同性戀者或雙性戀者。一份2013年的英國研究指出，16至44歲人群中，7%的男性和16%的女性曾有同性性行為經歷[151]。
- 2013年，德國之聲報導，中國衛生部門曾發佈調查，處於性活躍期的中國男性同性戀者，約佔性活躍期男性大眾人群的2%至4%，按此估算，中國有3000萬至6000萬男性同性戀者。青島大學張北川教授的統計數字為，中國大陸15歲至65歲的同性戀人數約在3000萬，其中男性2000萬，女性1000萬[142]。
- 美國2014年公布的普查數字顯示，自我認同為男及女同性戀者為1.6%，雙性戀者0.7%，另外1.1%為其他、不知或拒答[157]。英國2015年公布普查數字顯示，自我認同為0.3%為男同性戀者，0.7%為女同性戀者，0.5%為雙性戀者。[158]。
- 美國2016年公布的普查數字顯示，女性受訪者當中有5.5%自稱雙性戀者，1.3%自稱同性戀者；男性則是2%自稱雙性戀者，1.9%自稱是同性戀者。17.4%女性承認和女性有性接觸；6.2%男性表示曾跟其他男生有過性行為[159]。

## 社會運動與人權

### 非罪化
直到19世紀，很多接受了拿破仑法典的地區，並沒有明確禁止同性性行爲，但是很多採納了英國的习惯法系統的國家，則保留了性悖軌法（英語：Sodomy law）條例並對其迫害，這種情況一直沿襲到19世紀末。
到了20世紀，隨著同志權利的興起，作爲公民权利的一部分，以及學術機構對性行爲的研究而產生的酷兒研究的出現，使得媒體上出現了同性戀形象，並改變了社會對同性戀的觀感與理解。
英国的沃芬敦报告是西方国家对同性性行爲除罪化的转折点，很多西方文明国家现在已经对同性恋或同性性行为除罪。一系列的欧洲国家，例如荷兰、德国等已经改变法律或者允许同性婚姻或者在法律上承認长期的同性伴侶关系；一些国家開始允许同性伴侣收养子女。而公开承认是同性恋、双性恋或过去曾经进行过同性性行为的政治家的人数也在上升。这包括了前英国国防秘书附属梅杰（John Major）、波蒂略（Michael Portillo）；公开的同性恋政治家大卫·诺里斯（David Norris）是爱尔兰参议院议员；而现任以及前任爱尔兰总统玛丽·麦阿里斯（Mary McAleese）和玛丽·罗宾逊是爱尔兰同性恋法律改革运动（Campaign for Homosexual Law Reform）的创始人。这个组织曾在爱尔兰对同性性行为除罪过程中起重要作用。
對同性性行爲除罪，以及同性婚姻和無性別詳述的公民結合是同志社運人士的主要目標，以保護同性伴侶和家庭。
最近幾年，一些地區放鬆了或取消了歧視同性戀的法律，包括性悖軌法（sodomy law）和禁止同性戀者參軍的條例。
1951年，保加利亞除罪成年人之間的同性性行爲，匈牙利和捷克斯洛伐克則于1961年通過，在英國（英格蘭和威爾士），1967年把21嵗以上成年人自願的同性性行爲除罪，蘇格蘭在1980年跟進，北愛爾蘭則于1982年跟進，承諾年齡在1994年從21嵗下降到18嵗，並于2000年在大不列顛調低到16嵗和北愛爾蘭的17嵗，使同性性行爲的承諾年齡與異性性行爲的承諾年齡一致。
1990年，世界卫生组织将同性恋从《疾病和有关保健问题的国际统计分类》名单中去除。
在美國，這個趨勢在2003年6月26日達到頂峰，當時美国的最高法院在劳伦斯对决德克萨斯州的判决中认为，美国州宪法中把两个成人间私人的、非商业化的性行动（包括同性性行动）判为犯罪是违反宪法的，並廢除了全國的性悖軌法。
在中华人民共和国，《中华人民共和国刑法》各版中均沒有明確將同性性行為定為犯罪的條文，但也沒有受到法律保護。1983年至1996年间，大型的、在公共场合的、聚众性质的同性性行为（如舞厅、酒吧、卖淫等）會被定为流氓罪。2001年4月20日，卫生部《CCMD-3 中国精神障碍分类与诊断标准》第三版出版，將同性恋從名單中刪除。
2013年12月11日，印度最高法院最新的宣判推翻了德里高等法院的判決，表示同性性行為除罪化應該由議會立法來決定。
当时印度政府表示，尊重最高法院的判決，但沒有表明政府是否有計劃修改法律。
2018年9月6日，印度德里的高等法院裁决，在彼此同意的状况下，两个同性成年人进行性行为不是刑事犯罪。此一裁决推翻了已经有148年历史、英国殖民时代留下的法律，认为同性性行為有罪的法律。在过去，印度同性恋性行为可以判处10年监禁甚至终身监禁。
不過，上述國家的趨勢並不是在世界上所有國家都一樣的。同性性行爲在不少國家仍是犯罪行為，目前以法律迫害同性戀者及對同性性行為判處有期徒刑與極刑的國家，普遍分佈於伊斯蘭教地區的非洲、西亞及南亞等地區。其中有期徒刑包括在孟加拉、馬爾代夫、馬來西亞、烏干達、圭亞那，而更嚴重的死刑刑罰包括在阿富汗、伊朗、巴基斯坦、毛里塔尼亞、尼日利亞、蘇丹、沙特阿拉伯、阿拉伯聯合酋長國、也門以及文莱等。

### 婚姻與撫養
全世界29個國家全國或部份地區，在法律上承認同性婚姻。以色列和馬爾他則須先在其他國家合法登記同性婚姻，才受理登記。15個國家，則用與婚姻實質相等或部分等同的民事結合制或生活伴侶制度作為替代。
科學研究一致地表明，女同性戀和男同性戀一般擁有跟異性戀父母一樣照顾孩子的能力。他們的孩子就如異性戀父母所照顾的孩子般擁有健康的心理，及具備良好的社会适应性。根據科學文獻綜述，沒有與此一定論相反的證據。
一項研究回顧表明，女同性戀或男同性戀撫養的孩子的表現較難跟傳统性別角色配合，更有可能對同性戀關係持開放態度，此一現象部分是跟遺傳因素（美國80％同性伴侶撫養的兒童都是有血缘关系的）和社會化進程（在相對較寬容的學校、鄰里和社會環境中長大）有关，但大多數由同性伴侶撫養的孩子会成为異性戀者。夏洛特·帕特森为美國心理學會進行的2005年回顧發現，現有數據並不能夠支持「女同性戀或男同性戀所撫養的孩子有較高机会成为同性戀」的説法。一項研究表明，由同性戀者撫養的孩子更傾向採用非異性戀模式的自我性别認同（其跟性傾向不同），特別是女同性戀者撫養的女兒（男兒較不受代間移轉影響）。

## 社會態度與身心健康

### 社會態度
|  | 同性性行为合法                 |  | 同性性行为非法         |
|  | 同性婚姻法制化                 |  | 违法但未执行或极少执行 |
|  | 非婚姻形式的伴侣登记、民事結合 |  | 有期徒刑               |
|  | 承认事實上的同居关系           |  | 无期徒刑               |
|  | 承认外国同婚伴侣但不承认本国   |  | 死刑但未施行或极少施行 |
|  | 有限承认（外国居留权）         |  | 法外处决               |
|  | 无任何保障                     |  | 死刑                   |
|  | 言論及結社自由受法律限制       |  |                        |

各國受訪者對「社會應否接受同性戀？」这一問題持肯定態度的比例，數據源於一項由皮尤研究中心（The Pew Research Center）進行的2013年全球态度调查项目。
81% - 90%
71% - 80%
61% - 70%
51% - 60%
41% - 50%
31% - 40%
21% - 30%
11% - 20%
1% - 10%
没有數據

不同社會對待同性戀的態度因時地的不同而有很大差別。從法律承认同性婚姻，到刑事化同性之間的性行為。但整體而言，亞洲和非洲國家的民眾較不能接受諸如同性戀般的非異性戀性傾向，歐洲、澳洲和美洲的民眾則較傾向接受之。西方民眾在過去幾十年中越來越接受同性戀。艾米·亞當克（Amy Adamczyk）这位教授於2017年指出，這種態度差異可由三個相關因子來解釋，分別是民主制度的相對實力、經濟發展水平，以及当地的宗教環境。
有些地方承認不分性別傾向，都應當有平等的權利和保障，包括婚姻。但另一方面，一些地方則嚴格限制所有公民只維持異性戀關係。同性間的親密關係會遭警察逮捕監禁並會受到最高至死刑的懲處。這些地方包括一些原旨主義穆斯林地區，例如尼日利亞的部分地方。
同性戀人士有時也成爲政府轉移注意的代罪羔羊，比如在二戰期間納粹德國對同性戀人士的屠殺。

#### 歧視

##### 對同性戀者的欺凌
同性戀欺凌指的是欺凌者對他認為屬LGBT群體的人進行言語或身體虐待，另外「被欺凌者」的範圍亦包括遭認為屬該群體的異性戀者、性傾向不明者。根據美國心理衛生協會於1998年發表的一項研究，美國青少年學生每天平均聽到26次对同性戀的辱罵詞，比如faggot、sissy。根據香港小童群益會在2009年進行的一項調查，在近500名受訪的同性戀青少年中，有超過50%表示曾受到同學不同程度的排斥欺凌，有13%曾遭受肢體暴力或性騷擾。

##### 异性恋主义和同性戀恐懼

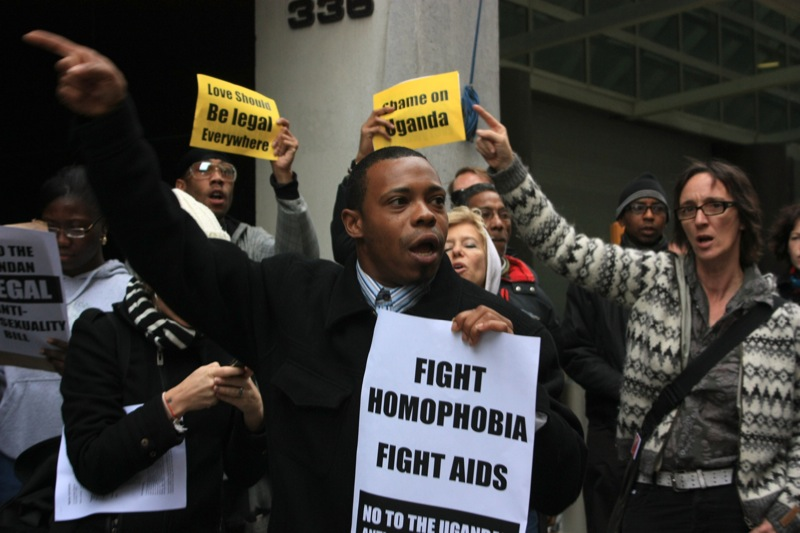
紐約市的一場示威，其旨在反對烏干達反同性戀法案

同性戀者常常遭到社会上不同人士的歧視，此外為數不少的人亦對同性戀産生偏見。2011年一項研究的結論認為，49％的荷蘭本土青年和58％的荷蘭外籍青年對同性戀有所抵制。與其他少數群體類似，他們亦是受到刻板印象影響的对象之一。那些負面態度往往是恐同症和异性恋主义的其中一種表現方式（對同性戀擁有負面的態度以及偏見，表現為「只認可異性性行為和關係」的歧視）。异性恋主义的表現則包括任何人都是異性戀的假定，或者認為異性性傾向或性關係是唯一的規範，因此更為優越。同性戀恐懼指的是對同性戀者的恐懼、厭惡或歧視
。它擁有許多不同的表現及假定類型，包括內化恐同症（internalized homophobia）、社交恐同症（social homophobia）、情緒恐同症（emotional homophobia）、合理化恐同症（rationalized homophobia）。類似的表現還有女同性戀恐懼症和雙性戀恐懼症。當這種態度以犯罪的形式表現時，則一般稱為仇恨犯罪和同性戀欺凌。
針對LGBT群體的負面刻板印象，通常有：戀愛關係欠缺穩定性、更可能濫交及虐待兒童，但這些宣稱都沒有得到科學證據支持。就戀愛關係的穩定度及忠誠度而言，同性伴侣跟異性伴侣之間基本沒有任何差别。性傾向亦不是某人是否虐待兒童的影響因子。現有科學證據證實「性傾向和兒童性騷擾之間有關」的說法，是建立在術語誤用和失實的證據上。

##### 針對同性戀者的暴力
美國聯邦調查局（FBI）指出，2011年上報至美國執法機關的仇恨犯罪中，有20.4％出於性傾向偏見：其中有56.7％是出於針對男同性戀者的偏見；11.1％是出於針對女同性戀者的偏見；29.6％是出於不分性別的反同性戀偏見。發生於1998年的馬修·謝巴德謀殺案便是一個著名的相關例子：谢巴德在事件中因他的同性戀傾向而遭謀殺。此外他們亦有可能成為「矯正強姦」的受害者，其旨在以犯罪的方式把他們「矯正」為異性戀者。居住於某些地區的LGBT群體亦有一定機會遭家屬殺害，行兇動機是「保存自身家族的名聲」。

#### 宗教
许多宗教对同性恋關係发表声明，不同的宗教，甚至是宗教中不同的教派对待同志和同性性行為有着不同的态度。但从总体上看，大多数的亞伯拉罕宗教在教義上禁止信徒和同性發生性行為。這些宗教組織也經常動員其信徒，反對同性戀者獲得平等對待和不受歧視的權利。

#### 改變性取向
目前沒有嚴謹的科學研究能證實性傾向改變措施能改變一個人的性傾向。儘管如此，一些基督教組織透過勸導、祈禱或其他方式，企圖使轉變同性戀的性傾向，來滿足其信仰心態。這些宣稱能改變性取向的轉化療法受到醫學界和科學界的批評，因爲它們帶來的壓抑感可能導致治療者自殺。「美國精神學學會」于1997年通過決議，宣示從事這種療法的醫生將被認爲是缺乏職業道德，改變性傾向的治療毫無科學證據能支持其為安全或有效。有一些經歷過改變性傾向療法的人表示，試圖改變性傾向有潛在性的危害。
二十世紀初，同性戀在西方社會仍普遍受法律壓迫；在1952年精神醫學會出版第一版精神疾病的診斷列表（DSM-I），同性戀被列為其中。然而該分類系統很快就受到國家心理衛生局贊助研究的強烈檢視。該研究以及後續研究都未能發現任何實證資料能支持DSM-I的見解。隨著研究資料益發充實，醫療心理衛生專業人員和社會、行為科學家都同意DSM-I對同性戀的見解是來自於社會偏見。1973年，「美國精神醫學學會」承認科學研究的證據，將同性戀從精神疾病的診斷列表（DSM-III-R）中去除。。
1997年，美國心理學會表示，人類不能選擇作爲同性戀或異性戀，而人類的性取向不是能夠由意志改變的有意識的選擇。協會更進一步表示：事實上，有很多同性戀者生活得很成功和幸福，但是一些同性戀者或雙性戀者可能會試圖通過療法改變自己的性取向，有時這是受到家庭成員或宗教團體施加的壓力所致。臨床經驗表明，那些試圖尋找轉變療法的人通常是因爲社會的偏見所造成的内在同性戀恐懼症所致。而那些能夠正面接受自己性取向的男女同性戀者能比那些不能接受自己性取向的人獲得更好的自我適應能力。
1999年11月，美國心理學會及美國精神醫學學會等機構發表報告，指改變性傾向會引致焦慮和罪惡感，成功改變的可能性亦幾近零。
中國大陆在2001年新版的《精神病診斷和統計手冊》將同性戀從名單項目中取消。中國精神病學協會8,000名成員认為，同性戀是正常現象，也能過著完全正常的生活。。
2012年5月17日，世衛駐美洲的辦事處，泛美洲衛生組織，就性向治療和嘗試改變個人性傾向的方法，發表一份用詞強烈的英文聲明《為一種不存在的疾病治療（"Cures" for an Illness that Does Not Exist）》。聲明強調，同性戀性傾向仍是人類性向的其中一種正常類別，而且對當時人和其親近的人士都不會構成健康上的傷害，更毋需治療。世衛在聲明中再三指出，改變個人性傾向的方法，不單沒有科學證據支持其效果，而且沒有醫學意義，並會對身體及精神健康甚至生命形成嚴重的威脅，同時亦是對受影響人士的個人尊嚴和基本人權的一種侵犯。世衛亦藉發表該聲明提醒公眾，雖然有少數人士可以能夠在表面行為上限制表現出自身的性向，但個人性傾向本身一般都被視為個人整體特徵的一部分和不能改變；聲明內容同時譴責提供性向治療的醫護人員，是把他們自己與社會偏見看齊，並且反映他們對個人性傾向和性健康議題的絕對無知。世界衛生組織亦提醒各國的醫護人員，這麼作等同於違反醫學道德的第一道原則：「首要的事，不要造成傷害（First, do no harm）。世衛同時透過聲明呼籲各地政府，應強烈反對當地的診所和醫院提供性向治療，並應立法懲處或制裁提供性向治療的醫療機構。世衛並且建議各地政府應多向公眾進行個人性向教育，以消除公眾對同性戀者的性傾向歧視。
幾乎所有心理學專業組織，都一致反對那些聲稱能改變性傾向的醫療措施，包括美國精神醫學學會、美國心理學會、美國諮商學會、美國國家社會工作學會、英國皇家精神科醫學院，和澳洲心理學會在內。美國心理學會和英國皇家精神科醫學院，表明這些實行改變性傾向醫療措施的組織，其立場並沒有科學依據支持，並且會加深社会的偏見和歧視。

### 身心健康

#### 性健康

男男性接触者的各国捐血規定
容許男男性接触者捐血；即時抽血
容許男男性接触者捐血；除非用作輸血，否則一概即時抽血^{1}
容許男男性接触者捐血；但需延遲一段时间方可抽取當事人的血液^{1}
不容許男男性接触者捐血 ；永久延遲^{1}
沒有數據
^{1}以色列、比利時以及美國規定，若最後一次男男性接触在1977年之前，便不設限制

「男男性接触者」和「女女性接触者」这兩个用詞所指的是跟同性一起从事性活動的人或人群，不管他們如何理解及界定自己的性傾向：当中許多不会认同自己是女同性戀者、男同性戀者，以及雙性戀者。醫學文獻和社會研究通常会直接套用以上兩詞去作研究，用以形容一个擁有共同行为的群体，且無需在当中慮及当事人的性認同。然而這種用法遭其他研究者批評，因為這樣「掩盖了性的社會層面，破坏了女同性戀者、男同性戀者和雙性戀者的自我標籤；且沒有使性行為的變異性如实反映出來。」雖然有很多原因會使他們在性行为上表現得活躍，但一般是为了性愉悦、維持親密關系及感情紐帶而變得性活躍。但除了以上好處以外，性行为亦可能是疾病傳播的媒介，安全性行为則是一种與此相关的缓害策略，其能減少性感染疾病傳播的机会。許多歐洲國家擁有「禁止男男性接触者捐血」的規定。
以下是得到公共衛生机構認可的安全性行为建议（針對女女性接触者），其能避免当事人感染性傳播疾病：
- 避免跟伴侣的經血和任何可見的生殖器損傷部分接觸。
- 以全新的安全套罩着多於一人使用的侵入性性玩具，插入不同的女性时都需更換之；亦可考慮在面对不同人时都使用其專屬的性玩具。
- 在口交时使用屏障物（比如口腔保护膜、乳胶片、保鮮膜、剪开的安全套），用以避免直接接觸。
- 指交時戴上指險套/手套，並使用潤滑液，以避免受傷流血[217]。

以下是得到公共衛生机構認可的安全性行为建议（針對男男性接触者），其能避免当事人感染性傳播疾病：
- 避免跟伴侶的體液和任何可見的生殖器損傷部分接觸。
- 在肛交和口交時使用安全套。
- 在舔肛时使用屏障物（比如口腔保护膜、乳胶片、剪开的安全套），用以避免直接接觸。
- 以全新的安全套罩着多於一人使用的侵入性性玩具，插入不同的男性时都需更換之；亦可考慮在面对不同人时都使用其專屬的性玩具。在从事任何可能導致出血的性行为时，戴上乳膠或乙烯基手套，並使用潤滑液[218][219]。

#### 心理健康
当同性戀一開始出現在醫學文獻中时，著者往往以精神病理学的角度去看待之。當時的精神醫学文獻許多都聚焦於他們的慢性抑鬱、藥物濫用問題，以及自殺問題。儘管以上問題至今亦普遍存在於非異性戀者之中，但自1973年美國精神醫學學會將同性戀從《精神疾病診斷與統計手冊》中去除後，研究者們開始轉移其原因的探討重心。目前他們普遍認为諸如社會排斥、法律歧視、負面刻板印象的內化，以及缺乏支持般的社会因子，才是使同性戀者心理健康風險增加的根本原因。與同齡的異性戀者相比，女同性戀者、男同性戀者和雙性戀者的精神疾病盛行率較高，這是對同性戀者的負面社會態度所致，其会導致同性戀污名，以及使人們对同性戀充滿偏見和歧視。現有證據表明，過去幾十年來社会对LGBT群體的寛容化跟相关風險下降有關。
有研究指出，LGBT身份者若居住於高度恐同偏見環境，比居住於低恐同偏見環境，減少平均12年的預期壽命。歧視對預期壽命帶來的影響，獨立於家庭收入、教育、性別、種族和年齡等其他因素。在禁止同婚的美國州，LGBT群體患上精神疾病的比例，亦較通過平權的州者為高。亦有研究發現，2015年全美國同性婚姻通過後，青少年的企圖自殺率下降，尤以同性戀與雙性戀的青少年最為顯著。

## 歷史與文化

### 歷史上的同性戀文化
通常認為同性性關係在古希臘是很普遍的，但是K.J.多佛（Kenneth Dover）指出，這樣的關係和男女間的婚姻關係並存，而是發生在之前或一起，一個成年男子會有一個未成年男子同伴，他會被称為“愛者”（erastes），而較年輕的会被称為“被愛者”（eromenos），在這種關係中，被愛者感到渴望被認為是不適宜的，因為他還沒有男子氣概，受到欲望和尊敬的驅使，愛者會無私地奉獻所有被愛者要求的用於繁榮社會的教育。
一個經常爭論的焦點是在現代社會以前的同性戀和現代社會的同性戀是不同的（現代社會中的同性戀更多由平等觀念所建構，而之前的同性戀則由時代、性別以及社會階層所建構），批評者爭論說，雖然不同時代的同性戀者有不同的特徵（如同異性戀者），但是潛藏的欲望機制一直存在，它不是我們現代社會的產物，同時，儘管同性戀的表現方式與社會結構緊密相連，但它的特質卻總是穩定的、持久的。

### 現代同志文化
同性戀者在1960年代的社會運動及民權運動過後，逐漸凝聚為一個爭取平權的身份認同群體，產生了一些區別其他社會群體的次文化。通常這種文化身份也擴展至雙性戀、變性者或者跨性別者在內。當代同志文化隨著地區和在地社群而呈現多樣面貌，其中對於同性戀者來説，比較重要的象徵或活動包括彩虹旗、粉紅三角形、同志遊行、同志電影展等等。
針對同志的旅遊行程服務，逐漸成為吸引商家目光的新市場，著名華人地區的同志景點，例如第一家同志書店，晶晶書庫，於1999年1月1日創立，是華人地區同志運動的先驅之一，也是台灣重要同志運動的象徵。西門紅樓廣場，匯集十餘家男同志小酒吧、咖啡廳、內衣服飾店等商家。2007年台北與東京、曼谷一同被知名同志雜誌《OUT》評為「亞洲對同志最友善的城市」之一。
曼谷彩虹天空協會（Bangkok Rainbow Organization）主席尼甘表示，首位泰國同性戀先生冠軍他納乍醫師（39歲），將作為泰國代表赴西班牙馬德里參加於5月5-10日舉行的2017年世界同性戀先生大賽，這次他將與全球19個國家參賽者角逐勝負，同時也是泰國首次派代表參加此類活動，以宣傳同性戀在社會中應獲公平對待。

## 动物界同性之間的性行为

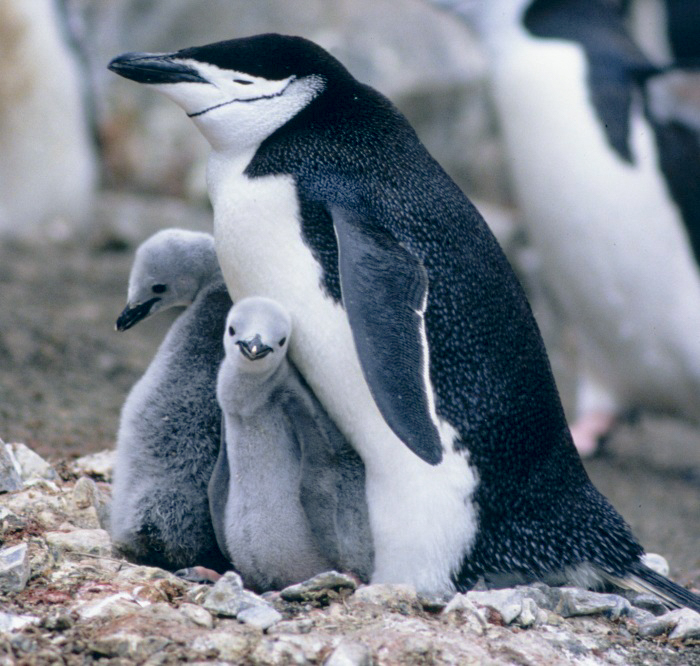
在纽约中央公園動物園的罗伊与塞咯是两只国际上广为人知的雄性南極企鵝，在它们成为伴侣後得到公园提供的一颗蛋，经过仔细孵化和护理，最后成功孵出幼仔。

同性性行為存在於自然界的許多動物類群，包括哺乳類、鳥類、爬蟲類、兩生類、昆蟲、軟體動物、線蟲等不同類群都有同性性行為的紀錄。生物學家布魯斯·比格米爾於1999年發表了一項回顧，當中指出人類已發現大約500種物種擁有同性性行為。展覽「違反自然？」的組織者亦於2006年表示他們已觀察到1500种物種擁有同性性行為。有關同性性行為的功能，目前的研究發現，在有些物種當中用來建立、維持或強化雄性成員之間的關係，或強化同性之間的爭鬥，也有物種藉此使年輕個體獲得練習交配的機會，以及具有作為合作生殖策略的功能。
在有些動物當中，生物學家觀察到長期的成對配偶。目前針對圈養的南極企鵝（Pygoscelis antarcticus）的觀察發現，某些雄性個體會與其他同性個體形成長期的配偶關係；而在大角羊（Ovis canadensis）中則發現某些雄性個體交配的對象，都是那些比較會表現出雄性行為的雌性個體。

## 延伸閱讀
〔實用指南〕
- 《親愛的爸媽．我是同志》，作者：台灣同志諮詢熱線協會，台灣：心靈工坊，2003
- 《同志伴侶諮商》，作者：David E. Greenan、Gil Tunnell，台灣：心靈工坊，2005
- 《同性戀健康干預（英语：health intervention）》，編者：高燕寧，中國：復旦大學出版社，2006
- 《出櫃停看聽：同志子女必讀寶典》，作者：台灣同志諮詢熱線協會，台灣：女書文化，2007
- 《當我們同在一家：給想生小孩的女同志》，作者：台灣同志家庭權益促進會，台灣：女書文化，2010
- 《2010認識同志手冊》，編者：洪林瓊照、金家玉、連柏恩，台灣：台北市政府民政局，2010
- 《出櫃》，作者：Linda Handel，台灣：知音人文化，2012

〔生命故事〕
- 《The Kid: What Happened After My Boyfriend and I Decided to Go Get Pregnant》，作者：Dan Savage，2000
- 《我的愛人是男人：男同志的成長故事》，作者：李忠瀚，台灣：張老師文化，1998
- 《愛的自由式︰女同志故事書》，作者：張娟芬，台灣：時報，2001
- 《彩虹陰陽蝶：跨性別同志的心路歷程》，作者：慧慈，台灣：問津，2004
- 《情長同志：香港12位「男」同志口述歷史研究計劃》，策劃：李偉儀、陳雅屏、梁偉怡、張錦雄，香港：香港性學會，2007
- 《彩虹熟年巴士：12位老年同志的青春記憶》，作者：台灣同志諮詢熱線協會，台灣：基本書坊，2010
- 《我的違章家庭：28個多元成家故事》，策劃：婦女新知基金會、台灣伴侶權益推動聯盟，台灣：女書文化，2011
- 《我愛她也愛他：18位雙性戀者的生命故事》，作者：陳洛葳，台灣：心靈工坊，2011
- 《同性戀的煩惱與解脫》，作者：陶文祥，台灣：白象文化，2011
- 《我願意做你們的知己：我的同志孩兒們》，作者：老藕，台灣：基本書坊，2012
- 《天國孽子？》，編者：歐陽文風，香港：大將，2013
- 《直男愛出櫃：簡直地獄！我的一年反恐同任務》，作者：Timothy Kurek，台灣：基本書坊，2014
- 《我的兩個媽》，作者：Zach Wahls（英语：Zach Wahls）、Bruce Littlefield，台灣：基本書坊，2014
- 《拉拉手，在一起： 女同志影像故事》，作者：王嘉菲，台灣：木馬文化，2015

〔傳記／文學〕
- 《Columbia Anthology of Gay Literature》，編者：Byrne R. S. Fone，2001
- 《And Tango Makes Three》，作者：Justin Richardson（英语：Justin Richardson）、Peter Parnell（英语：Peter Parnell），畫家：Henry Cole（英语：Henry Cole (illustrator)），2005
- 《孽子》，作者：白先勇，台灣：允晨，1992
- 《同性戀平權鬥士：卡斯楚街市長哈維．米爾克》，作者：Randy Shilts（英语：Randy Shilts），台灣：新自然主義，1994
- 《逆女》，作者：杜修蘭，台灣：皇冠，1995
- 《世紀末少年愛讀本》，作者：吳繼文，台灣：時報，1999
- 《人類情感的一面鏡子：同性戀文學》，作者：矛鋒，台灣：笙易，2000
- 《墨利斯的情人》，作者：E. M. Forster，台灣：圓神，2002
- 《突然獨身》，作者：葉志偉，香港：Friendmily，2002（粵語版）/台灣：基本書坊，2009（華語版）
- 《男婚男嫁》，作者：許佑生，台灣：北極之光，2004
- 《臺灣同志小說選》，編者：朱偉誠，台灣：二魚，2005
- 《鱷魚手記》，作者：邱妙津，台灣：印刻，2006
- 《藍調石牆T》，作者：Leslie Feinberg，台灣：商周，2006
- 《中國古代文學中的同性戀書寫研究》，作者：施曄，中國：上海人民出版社，2008
- 《關鍵字：台北》，作者：王盛弘，台灣：馬可孛羅，2008
- 《為巴比祈禱》，作者：Leroy F. Aarons（英语：Leroy F. Aarons），台灣：基本書坊，2010
- 《荒人手記》，作者：朱天文，台灣：新經典文化，2011
- 《風速王子》作者：Patricia Nell Warren（英语：Patricia Nell Warren），台灣：知音人文化，2011
- 《男孩們的童話故事集》，作者：Peter Cashorali，台灣：基本書坊，2013
- 《阿肯的歡樂之家﹝繪本﹞》，作者：劉育豪、江長芳，台灣：女書文化，2013
- 《彩虹力量覺醒──同志解放運動第一人：馬格努斯．赫希菲爾德傳》，作者：Ralf Dose，台灣：時報，2014

〔藝術／影視〕
- 《The Homoerotic Photograph : Male Images from Durieu / Delacroix to Mapplethorpe》，作者：Allen Ellenzweig，1992
- 《The Sexual Perspective: Homosexuality and Art in the Last 100 Years in the West》，作者：Emmanuel Cooper（英语：Emmanuel Cooper），1994
- 《Picturing Men: A Century of Male Relationships in Everyday American Photography》，作者：John Ibson，2006
- 《Art and Homosexuality: A History of Ideas》，作者：Christopher Reed，2011
- 《男同性戀電影》，作者：李幼新，台灣：志文，1993
- 《我旅途中的男人。們》，作者：陳克華，台灣：原點，2007
- 《春光乍洩：百部同志電影全記錄》，編者：范坡坡，中國：北方文藝，2009

〔歷史研究〕
- 《The Construction of Homosexuality》，作者：David F. Greenberg，1988
- 《Passions of the Cut Sleeve》，作者：Bret Hinsch，1992
- 《Gay New York: Gender, Urban Culture, and the Making of the Gay Male World 1890-1940》，作者：George Chauncey（英语：George Chauncey），1994
- 《Male Colors: The Construction of Homosexuality in Tokugawa Japan》，作者：Gary Leupp，1997
- 《My Dear Boy: Gay Love Letters through the Centuries》，編者：Rictor Norton（英语：Rictor Norton），1998
- 《Coming Out Under Fire: The History of Gay Men and Women in World War Two》，作者：Allan Bérubé（英语：Allan Bérubé），2000
- 《Same-Sex Love in India: Readings in Indian Literature》，作者：Ruth Vanita（英语：Ruth Vanita）、Saleem Kidwai，2000
- 《Sex, Law, and Society in Late Imperial China》，作者：Matthew Harvey Sommer，2000
- 《Gay Warriors: A Documentary History from the Ancient World to the Present》，作者：B. R. Burg，2001
- 《Love Stories: Sex between Men before Homosexuality》，作者：Jonathan Ned Katz（英语：Jonathan Ned Katz），2001
- 《Boy-Wives and Female Husbands: Studies of African Homosexualities》，作者：Stephen O. Murray and Will Roscoe，2001
- 《Infamous Desire: Male Homosexuality in Colonial Latin America》，作者：Pete Sigal，2003
- 《How to Do the History of Homosexuality》，作者：David M. Halperin（英语：David M. Halperin），2004
- 《Stonewall: The Riots That Sparked the Gay Revolution》，作者：David Carter，2005
- 《Strangers: Homosexual Love in the Nineteenth Century》，作者：Graham Robb，2005
- 《Before Homosexuality in the Arab-Islamic World, 1500-1800》，作者：Khaled El-Rouayheb，2005
- 《Homosexuality and Civilization》，作者：Louis Crompton（英语：Louis Crompton），2006
- 《Gay Life and Culture: A World History》，作者：Robert Aldrich（英语：Robert Aldrich (historian)），2006
- 《A Lesbian History of Britain: Love and Sex Between Women Since 1500》，作者：Rebecca Jennings，2007
- 《And the Band Played On: Politics, People, and the AIDS Epidemic》，作者： Randy Shilts，2007
- 《London and the Culture of Homosexuality, 1885-1914》，作者：Matt Cook，2008
- 《Gay Berlin: Birthplace of a Modern Identity》，作者：Robert M. Beachy（英语：Robert M. Beachy），2014
- 《The Disappearing L: Erasure of Lesbian Spaces and Culture》，作者：Bonnie J. Morris，2016
- 《當代同性戀歷史》，作者： Eric Marcus（英语：Eric Marcus），台灣：開心陽光，1997-99
- 《趣味考據︰中國古代同性戀圖考》，作者：張杰，中國，雲南人民，2008
- 《斷袖文編：中國古代同性戀史料集成》，作者：張杰，中國，天津古籍出版社，2013
- 《中國同性愛史錄》，作者：小明雄，台灣：基本書坊，2013
- 《浮現中的女同性戀：現代中國的女同性愛欲》，作者：桑梓蘭，台灣：國立臺灣大學出版中心，2014
- 《從豔史到性史：同志書寫與近現代中國的男性建構》，作者：許維賢，台灣：遠流，2015
- 《同志文學史：台灣的發明》，作者：紀大偉，台灣：聯經，2017
- 《風流浪子的男友：晚明到清末的同性戀與男性氣質》，作者：魏濁安，台灣：時報出版，2022

〔法學研究〕
- 《Covering: The Hidden Assault on Our Civil Rights》，作者：吉野賢治（英语：Kenji Yoshino），2006
- 《Same-Sex Marriage and the Constitution》，作者：Evan Gerstmann，2008
- 《From Disgust to Humanity: Sexual Orientation and Constitutional Law》，作者：玛莎·努斯鲍姆，2010
- 《Just Married: Same-Sex Couples, Monogamy, and the Future of Marriage》，作者：Stephen Macedo（英语：Stephen Macedo），2015
- 《同性戀者權利平等保障之憲法基礎》，作者：張宏誠，台灣：學林，2002
- 《中國法視野下的同性戀》，作者：郭曉飛，中國：智慧財產權，2007
- 《愛悅與規訓：中國現代性中同性欲望的法理想象》，作者：周丹，中國：廣西師範大學出版社，2009
- 《自由與枷鎖：性傾向和同性婚姻的法律問題研究》，作者： 褚宸舸、賈平、王軍，中國：清華大學出版社，2014

〔心理／社會研究〕
- 《Tearoom Trade: Impersonal Sex in Public Places》，作者：Laud Humphreys（英语：Laud Humphreys），1970
- 《Families We Choose: Lesbians, Gays, Kinship》，作者：Kath Weston，1997
- 《The Gay Archipelago: Sexuality and Nation in Indonesia》，作者：Tom Boellstorff（英语：Tom Boellstorff），2005
- 《Lesbian and Gay Parents and Their Children: Research on the Family Life Cycle》，作者：Abbie E. Goldberg，2009
- 《Gay, Straight, and the Reason Why: The Science of Sexual Orientation》，作者：Simon LeVay（英语：Simon LeVay），2012
- 《Evolution's Rainbow: Diversity, Gender, and Sexuality in Nature and People》，作者：Joan Roughgarden（英语：Joan Roughgarden），2013
- 《後殖民同志》，作者：周華山，香港：香港同志研究社，1997
- 《女兒圈：台灣女同志的性別、家庭與圈內生活》，作者：鄭美里，台灣：女書，1997
- 《同性恋亚文化》，作者：李银河，中國：今日中國出版社，1998
- 《霓虹國度中同志的隱現與操演》，主編：謝臥龍，台灣：唐山，2004
- 《去公司上班：新公園男同志的情慾空間》，作者：賴正哲，台灣：女書文化，2005
- 《金賽性學報告：男人篇&女人篇》，作者：Alfred C.Kinsey，中國：海南出版社，2007
- 《衣櫃裡的親密關係︰台灣同志伴侶關係研究》，作者：謝文宜，台灣：心靈工坊，2009
- 《男人之間：英國文學與男性同性社會性慾望》，作者：Eve Kosofsky Sedgwick（英语：Eve Kosofsky Sedgwick），上海三聯書店，2011
- 《公開：當代成都「同志」空間的形成和變遷》，作者：魏偉，中國：上海三聯，2012
- 《發現女同性戀、男同性戀、雙性戀與跨性別研究》，作者：Deborah T. Meem等，台灣：韋伯，2012
- 《同性戀研究：歷史、經驗與理論》，作者：王晴鋒，中國：中央民族大學出版社，2017

〔思潮／運動〕
- 《Place at the Table: The Gay Individual in American Society》，作者：Bruce Bawer（英语：Bruce Bawer），1993
- 《Queer Science: The Use and Abuse of Research into Homosexuality》，作者：Simon LeVay（英语：Simon LeVay），1996
- 《Masculine Domination》，作者：  Pierre Bourdieu，2002
- 《Insult and the Making of the Gay Self》，作者：Didier Eribon（英语：Didier Eribon），2004
- 《Same-Sex Marriage: Pro and Con》，作者：Andrew Sullivan（英语：Andrew Sullivan），2004
- 《What's Wrong with Homosexuality?》，作者：John Corvino，2013
- 《Out in the Periphery: Latin America's Gay Rights Revolution》，作者：Omar G. Encarnación，2016
- 《性意識史. 第一卷, 導論》，作者：Michel Foucault，台灣：桂冠，1992
- 《同性戀邦聯》，作者：台大男同性戀研究社，台灣：號角，1994
- 《我們是女同性戀》，作者：台大女同性戀文化研究社，台灣：號角，1995
- 《當王子遇見王子：認識當代同性戀文化》，作者：許佑生，台灣：平安文化，1995
- 《出櫃空間：虛擬同志城》，作者：阮慶岳，台灣：元尊，1998
- 《姊妹戲牆︰女同志運動學》，作者：張娟芬，台灣：聯合文學，1998
- 《台灣男同志平權運動史》，作者：王雅各，台灣：開心陽光，1999
- 《酷兒理論：西方90年代性思潮》，編譯者：李銀河，中國：時事，2000
- 《揚起彩虹旗—我的同志運動經驗1990-2001》，作者：張娟芬、許佑生、紀大偉、陳俊志等，台灣：心靈工坊，2002
- 《親密關係的轉變：現代社會的性、愛、慾》，作者： Anthony Giddens，台灣：巨流，2003
- 《空間就是性別》，作者：畢恆達，台灣：心靈工坊，2004
- 《性別打結：拆除父權違建》，作者：Allan G. Johnson，台灣：群學，2008
- 《污名：管理受損身分的筆記》，作者：Erving Goffman，台灣：群學，2010
- 《聖經究竟怎麼說同性戀 （页面存档备份，存于）》中文版，作者：Daniel A. Helminiak（英语：Daniel A. Helminiak），台灣：友善築橋，2015